# Cryptozoo
Cryptozoo és una pel·lícula estatunidenca d'animació per a adults dramàtica del 2021 escrita i dirigida per Dash Shaw. Compta amb un elenc de conjunt com Lake Bell, Michael Cera, Angeliki Papoulia, Zoe Kazan, Peter Stormare, Grace Zabriskie, Louisa Krause i Thomas Jay Ryan. La pel·lícula es va estrenar al Festival de Cinema de Sundance el 29 de gener de 2021 i va ser estrenada per Magnolia Pictures als Estats Units el 20 d'agost de 2021.

## Argument
A la dècada de 1960 a San Francisco, després de tenir sexe al bosc, la jove parella Matthew i Amber topen amb un recinte. En pujar a dins, es sorprenen al descobrir un unicorn, que és provocat i mata Matthew a punyalades. Llavors, l'unicorn ensopega i es trenca la cama, fent que Amber l'enganxi amb una pedra. Tractant d'escapar l'endemà al matí, Amber descobreix que el lloc és un zoològic per a críptids anomenat Cryptozoo.
Una de les criptozoòlegs que hi treballa és Lauren Grey, que ha dedicat la seva vida a rescatar críptids del mercat negre després que un Baku anomenat Mariko la netejava dels malsons quan era una nena als campaments estatunidencs a la Segona Guerra Mundial, i per tant ha passat gran part del seu temps lluny de Cryptozoo. Mentre es troba en una missió per rescatar un alkonost dels camperols amb l'ajuda d'un faune lasciu anomenat Gustav, l'alkonost és de sobte endut per Nicholas, un veterà i cruel traficant de críptids que els ven al l'exèrcit dels Estats Units com a armes biològiques a la Guerra del Vietnam. Lauren és rescatada pel propietari del zoo i el seu mentor, Joan, que revela que Mariko, que abans havia estat traficada a Amèrica, ha aparegut després de fugir, i la convenç d'unir-se amb una gorgona, Phoebe, per trobar-la, ja que l'administració de Johnson busca utilitzar Bakú per devorar les aspiracions del moviment contracultural. La Phoebe també està compromesa amb un humà, Jay, que coneix la seva identitat.
El grup rastreja una pista a Orlando, on troben i s'enduen un home sense cap anomenat Plini, juntament amb la dona que el va criar, de tornada a Cryptozoo. La Lauren els mostra a ells i a Phoebe els voltants del Cryptozoo, però mentre a Plini li encanta, Phoebe s'hi desanima i desitja que els críptids siguin acceptats a tot arreu. Després d'instal·lar-se, Plini revela que va veure la Mariko a Maysville (Kentucky) amb un "gat negre". Viatjant allà, Lauren i Phoebe descobreixen que Nicholas també busca Bakú. Després de buscar sense èxit en un club de cavallers anomenat Black Kitty Cat i de parlar amb una gattara, arriben a una botiga de tarot amb un logotip de gat negre. Mentre li llegeix a Lauren, el propietari de la botiga s'adona que estan aquí per a la Mariko i revela que està a una habitació del darrere. Estan a punt de prendre-la, però els homes de Nicholas arriben i capturen Lauren, Phoebe i Mariko després de ser avisats per Gustav.
Nicholas els porta a Cryptozoo, amb la intenció d'utilitzar l'evidència per atacar i capturar tots els críptids que hi ha. Quan arriben, però, els críptids han estat alliberats dels seus recintes, i comencen a atacar els homes de Nicholas, fent que l'helicòpter amb Mariko dins s'estavelli. En l'enrenou, Lauren s'escapa i aconsegueix apoderar-se d'un griu, que procedeix a tirar l'helicòpter que portava a Nicholas, Gustav i Phoebe a la piscina del kraken. Lauren rescata Phoebe, però Nicholas recupera la Mariko. Gustav suplica amb èxit per les seves vides, i els supervivents fugen d'un camoodi a una cova de Karzełek.
Allà descobreixen Amber, acompanyada de l'últim pegàs conegut i havent enterrat Matthew. Amber revela que va ser ella qui va alliberar els críptids, en un intent d'alliberar-los del seu patiment. Els críptids van procedir a atacar l'Amber, però el Pegàs va fer volar el seu cos i el d'en Matthew cap a un lloc segur. En veure l'oficina d'en Joan atacada, la Lauren puja al Pegàs per sobrevolar-la per salvar-la, mentre que Gustav és assassinat per Nicholas mentre li dona una finestra per escapar. Lauren troba Joan cansada amb el seu amant críptic Vaughn, només perquè el camoodi aixafi l'oficina; Lauren s'escapa amb el Pegàs. Trobant en Joan, Lauren conclou tristament que necessitaven els críptids més que els críptids a ells, i Joan, incapaç d'acceptar això, mor.
Els Karzełek ataquen a Nicholas i als seus homes, permetent que Amber i Phoebe fugin. Phoebe idea un pla per utilitzar Luz Mala per escortar els críptids fora del parc. Amb l'ajuda de Pliny, els troben just quan Nicholas s'escapa i troba la Mariko. Intenta capturar-la, però Mariko s'alimenta dels seus somnis, matant-lo. Amber i Phoebe treuen la Luz Mala amb la banya tallada de l'unicorn, i la Luz Mala escorta els críptids fora del parc, salvant-los a ells i a tots els humans presents. A la sortida, la Mariko coneix a Lauren, que decideix deixar-la anar.
La Lauren tria convertir-se en una veterinària habitual, amb Amber com un dels seus clients. que ha comprat un gos en honor de Matthew. Després del funeral de Joan, Lauren assisteix al casament de Phoebe i Jay. Mentre pesca en un riu proper, s'adona que la Mariko neda entre els peixos i contempla la posta de sol, que Pliny també observa.

## Repartiment
- Lake Bell com a Lauren Grey, una veterinaria criptozoòloga que treballa al Cryptozoo, i la protagonista principal.
- Michael Cera com a Matthew
- Angeliki Papoulia com a Phoebe, una gorgona.
- Zoe Kazan com a Magdalena
- Peter Stormare com a Gustav, un faune.
- Grace Zabriskie com a Joan, el propietari del Cryptozoo i el mentor de Lauren Grey.
- Louisa Krause com a Amber
- Thomas Jay Ryan com a Nicholas, un traficant que odia els críptids i el principal antagonista.
- Alex Karpovsky com a David

## Alliberament i recepció
La pel·lícula es va estrenar al Festival de Cinema de Sundance el 29 de gener de 2021i va guanyar el Premi Innovator. Poc després, Magnolia Pictures va adquirir U.S. drets de distribució de la pel·lícula i establir-la per a l'estrena el 20 d'agost de 2021 als Estats Units. La pel·lícula també es va projectar al 71è Festival Internacional de Cinema de Berlín el març de 2021.
Cryptozoo té una puntuació d'aprovació del 72% al lloc web de l'agregador de ressenyes Rotten Tomatoes, basat en 89 ressenyes, amb una puntuació mitjana de 5,80/10. El consens crític del lloc diu: "Tot i que la seva sobreestimulació visual amenaça de descarrilar els seus temes, Cryptozoo és una crítica ambiciosa i única dels valors capitalistes." A Metacritic, la pel·lícula té una puntuació de 74 sobre 100 , basat en 22 crítics, que indica "crítiques generalment favorables".
Jessica Kiang de Variety va escriure: "En aquest zoo, la història pot ser mansa, però les imatges i la imaginació que les allibera, són salvatges."
També va ser nominat al Premi John Cassavetes als 37ns Premis Independent Spirit i va rebre una menció especial per part del jurat del Festival Internacional de Cinema Fantàstic de Neuchâtel.